# Płetwal tropikalny
Płetwal tropikalny, płetwal równikowy (Balaenoptera edeni) – gatunek ssaka morskiego z rodziny płetwalowatych (Balaenopteridae).

## Taksonomia
Gatunek po raz pierwszy zgodnie z zasadami nazewnictwa binominalnego opisał w 1879 roku brytyjski przyrodnik John Anderson nadając mu nazwę Balænoptera edeni. Holotyp pochodził „z drogi do Thaybyoo Choung, która biegnie do Zatoki Martaban pomiędzy rzekami Sittang i Beeling, i mniej więcej w równej odległości od każdej z nich”, w Mjanmie. Holotypem był szkielet (numer katalogowy I. M. No. a) znajdujący się w Muzeum Indyjskie w Kolkacie i zebrany przez majora A.G. Duffa, zastępcę komisarza Birmy Brytyjskiej, i M. Duke’a, asystenta.
Balaenoptera edeni jest często reprezentowany przez dwa gatunki, edeni i brydei, ale obecnie rozpoznaje się tylko B. edeni. Najnowsze dowody molekularne i morfologiczne sugerują jednak, że prawdopodobnie istnieją co najmniej dwa ważne gatunki w kompleksie B. edeni: „mała forma” edeni z Hongkongu, Australii i południowo-zachodniej Japonii oraz „zwykła” lub „duża forma” brydei z wód pelagicznych zachodniej części północnego Oceanu Spokojnego i wschodniego Oceanu Indyjskiego. Dopóki nie uda się pobrać większej liczby okazów tych dwóch form i przeanalizować ich za pomocą technik morfologicznych i molekularnych, nie będzie można rozstrzygnąć kwestii taksonomicznych. Trzeci takson, wcześniej zaliczany do kompleksu B. edeni jako „karłowata forma” z Filipin, został w 2003 roku uznany za odrębny gatunek B. omurai. Autorzy Illustrated Checklist of the Mammals of the World uznają ten gatunek za monotypowy.

### Etymologia
- Balaenoptera: rodzaj Balaena Linnaeus, 1758 (wal); gr. πτερον pteron „płetwa”[11].
- edeni: Sir Ashley Eden (1831–1887), brytyjski dyplomata zawodowy, sekretarz gubernatora Bengalu w latach 1860–1871, główny komisarz Birmy Brytyjskiej w 1871 roku, zastępca gubernatora w Bengalu w latach 1877–1882[12].

## Zasięg występowania
Płetwal tropikalny występuje w tropikalnych i ciepłych wodach w umiarkowanej części półkuli północnej i południowej, zwykle między 40° szerokości geograficznej północnej a 40° szerokości geograficznej południowej.

## Morfologia
Długość ciała 1300–1450 cm; masa ciała 15000–16600 kg („zwykła forma”); długość ciała 1050–1150 cm („mała forma”). Wieloryby z kompleksu płetwala tropiklanego z północnego Oceanu Indyjskiego (obszar typu edeni) są zwykle mniejsze (1100 cm) od tych z wód przybrzeżnych Afryki Południowej (obszar typu brydei) i innych obszarów, które mają większe średnie całkowite długości ciała (1400–1500 cm). Ta dychotomia w wielkości ciała przenosi się na inne baseny oceaniczne.

## Ekologia
Szczegóły dotyczące jego zachowania są słabo poznane, gdyż badania były prowadzone głównie na nieżyjących okazach. Prawdopodobnie żyje w małych grupach i żywi się głównie rybami.

## Status zagrożenia
W Czerwonej księdze gatunków zagrożonych Międzynarodowej Unii Ochrony Przyrody i Jej Zasobów został zaliczony do kategorii LC (ang. least concern „najmniejszej troski”).